# Perimeceta incrustalis
Perimeceta incrustalis is een vlinder uit de familie van de grasmotten (Crambidae), uit de onderfamilie van de Hoploscopinae. De wetenschappelijke naam van deze soort is voor het eerst gepubliceerd in 1895 door Pieter Snellen.
De spanwijdte is ongeveer 2 centimeter.
De soort komt voor in Indonesië (Sulawesi en West-Java) en Australië (Queensland).